# Concești
Conceşti é uma comuna romena localizada no distrito de Botoşani, na região de Moldávia . A comuna possui uma área de 25.96 km² e sua população era de 2013 habitantes segundo o censo de 2007.